# Drume
Drume (cyr. Друме) – wieś w Czarnogórze, w gminie Tuzi. W 2011 roku liczyła 164 mieszkańców.